# Amalievej
Amalievej er en gade på Frederiksberg i København, der går fra Bülowsvej i vest til H.C. Ørsteds Vej i øst. Langs den vestlige del af gaden ligger der store villaer fra slutningen af 1800-tallet, mens den østlige del domineres af etageejendomme.
Gaden blev anlagt omkring 1852 af Frederik Bülow som en af de første gader i et nyt kvarter af enfamilieshuse. Gaden blev til at begynde med kaldt for Amaliegade, men det blev ændret til Amalievej for at undgå forveksling med Amaliegade i Indre By. Gaden blev opkaldt efter Amalie Dohlmann, der var datter af ejeren af den nærliggende Svanemosegård, Frits August Dohlmann, og søster til maleren Augusta Dohlmann. Svanemosegård lå på Bülowsvej, og familien Dohlmann var venner med Frederik Bülow.

## Bygninger og beboere
Villaen i nr. 1 blev opført af arkitekten Jens Eckersberg til sig selv i 1868. Krigsminister Christian Carl Lundbye boede i nr. 4 fra 1857 til sin død i 1873. Nr. 4C blev opført i 1858 og er noteret af Kulturarvstyrelsen med bevaringsværdien 4. Foran ved gaden står der en tidligere hestestald i bindingsværk.
Maleren Constantin Hansen boede i nr. 6 fra 1862 til 1880. Hans hus, Paletten, blev senere erstattet af den nuværende etageejendom i nr. 10. Tage Iversen drev en privatklinik i nr. 6-8. Her blev prinsesse Elisabeth født i 1935. Nr. 8 fra 1896 er noteret af Kulturarvstyrelsen med bevaringsværdien 4. Billes Skole lå i nr. 20 fra 1910 til 1914, efter at den havde ligger på H.C. Ørsteds Vej 69 fra 1896.

## External links
- Wikimedia Commons har flere filer relateret til Amalievej
- Amalievej på kbhbilleder.dk

55°40′44″N 12°32′43″Ø / 55.67895°N 12.545188°Ø